# Bose Wave System

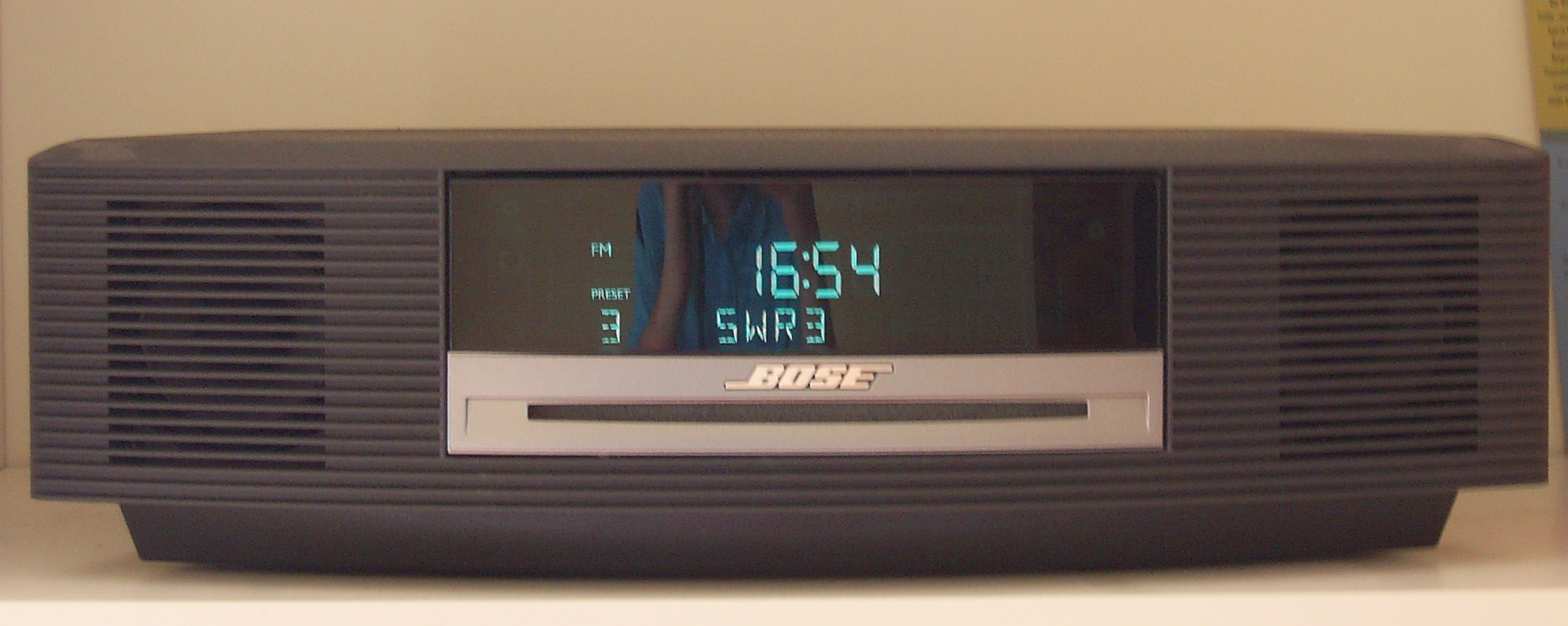
Hier zu sehen ist ein Bose Wave-Music-System, das den Radiosender SWR3 spielt

Die Wave-System-Geräte der Bose Corporation sind kompakte und tragbare Medienabspielgeräte, die es seit 1984 zu kaufen gibt. Verschiedene Wave-Systeme umfassen einen CD-Player, DAB-Tuner, Eingänge für Computer-Quellen und zusätzlich empfangen die meisten Geräte auch UKW-Rundfunk. Hergestellt werden alle Geräte in Mexiko sowie Malaysia. Bis zur Schließung des Werks 2015 erfolgte die Endfertigung in Carrickmacross, Irland.
Die Wave-Systeme verfügen über ein Waveguide-System (Waveguide: Ein druckkammerloses Horn, das den Strahlungswiderstand der Membran an die Luft anpasst, wodurch eine Schallverstärkung einhergeht und dementsprechend über die Wellenleitungen in den Geräten durch den Grill schallt). Durch dieses Prinzip geben diese Geräte auch die Klangfülle von größeren Lautsprechern auf kompakter Basis wieder, wodurch sich auch der Name Wave System ableitet und die Technik das Hauptmerkmal der Geräte darstellt. Bose selbst behauptet, der Wellenleiter "produziert vollen, klaren Stereoklang aus einem kleinen Gehäuse durch die Führung durch 26° gefaltete Waveguides." 1987 wurden Amar G. Bose und William R. Short für das Wave Acoustic Music System mit dem Intellectual Property Owners Education Foundation’s Inventor of the Year ausgezeichnet.

## Acoustic Wave Music System

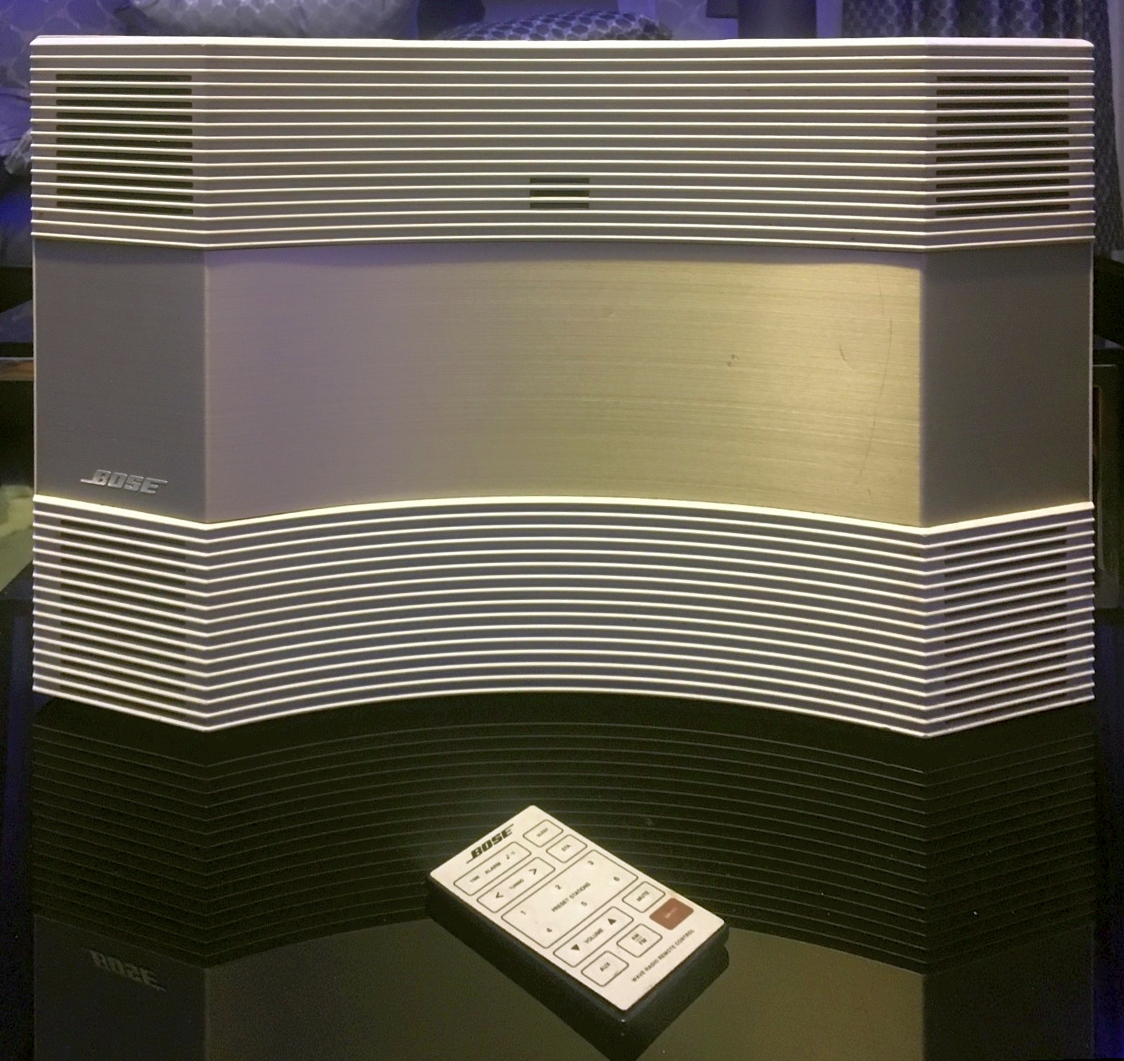
Bose Acoustic Wave Music System CD-3000 mit CD-Spieler und Radio

1984 ist das Acoustic Wave Music System (als erstes Bose Wave System) auf den Markt gekommen. Eingebaut sind zwei 50,8 mm große Kalottenlautsprecher als Hochtöner und ein 101,6 mm großer Konuslautsprecher als Tieftöner, für den das Waveguide-Prinzip genutzt wird. Diese Geräte sind mit einem Kassettenspieler und einem UKW-Rundfunkempfänger ausgestattet.
1992 folgte das Acoustic Wave Music System 2 als Variante mit einem CD-Spieler und einem UKW-Rundfunkempfänger, bei der der Kassettenspieler intern entfällt, jedoch aufpreispflichtig extern angeboten wurde.
1996 wurden beide Varianten durch das Acoustic Wave Music System 3 ersetzt, das nur mit einem CD-Spieler ausgestattet ist.
2006 folgte das Acoustic Wave Music System II, das nur mit einem CD-Spieler, der auch MP3-CD abspielen kann und mit einem Baselink-Port (Kopfhöreranschluss) ausgestattet ist. Es gilt als besonders selten und teuer.

## Wave Radio
Im Jahr 1993 erschien das Wave Radio (Mittlerweile bekannt als Wave Radio 1). Es war kleiner als das Acoustic Wave Music System und kommt mit zwei 2½ Drivern aus. Der linke Lautsprecher enthält eine Bass-Einheit mit einem 66 cm verjüngten Wellenleiter, der im Inneren des Gerätes gedreht wurde und die Bassausgabe an der anderen Seite verlässt. Der rechte Lautsprecher verwendet kein Waveguide und beschränkt sich auf die Wiedergabe von Hoch- und Mittelfrequenz-Klängen.

### Wave Radio II
2005 erschien das Wave Radio II, das ein Wave Radio ohne CD/MP3 war. Das Model verfügt über einen zweifach verjüngten und überarbeiteten Driver. Abgesehen vom fehlenden CD-Spieler ist es identisch mit dem Wave Music System.

## Wave Radio/CD
1998 erschien das Wave Radio/CD, das im Wesentlichen ein Wave Radio mit CD-Spieler war. Das Ende der Wellenleiter war um 2 % verjüngt.

## Bose Wave Music System
Im Jahr 2004 entwickelte Bose das Wave Radio/CD neu und benannte es um in Bose Wave Music System (kurzzeitig auch Wave Radio/CD 2 genannt und seit Ende 2004 Bose Wave Music System). Es enthält einen CD-Spieler mit Frontloader (siehe oben im Bild), die Tasten wurden oben entfernt und sind nun ausschließlich auf der Fernbedienung zu finden. Hier wurde auch der Driver überarbeitet und ein um 66 cm verjüngter Waveguide für jeden Lautsprecher, der an der Rückseite des Gerätes endet, eingesetzt. Hinzu kamen auch eine Kopfhörerbuchse sowie Bose-Link-Kompatibilität und MP3-Wiedergabe. Zu den Kritikpunkten der Geräte zählt die Alarmfunktion: während der AWMS 1 noch über einen "Doppel-Alarm" verfügt, kommt hier ein "Einfach-Alarm" zum Einsatz. Das Gerät wurde aufgrund des Designs beim Red Dot Design Award im Jahr 2005 ausgezeichnet. Das Bose Wave Music System gibt es mittlerweile in vier Generationen.
Die erste ist auch die zweite Generation, da der Vorläufer, das Wave Radio/CD, als erste Generation mitgezählt wird. Die erste bzw. zweite Generation wurde von 2004 bis 2012 gebaut, sie verfügte im Vergleich zum Vorgänger über einen Wecker, Uhreneinstellung, konnte MP3-CDs wiedergeben und Radiosender speichern. Diese Generation wurde aufgrund des Gebotenen von Stiftung Warentest ohne Endnote eher negativ bewertet.
Die dritte Generation wurde von 2012 bis 2015 gebaut, mit einer vergleichsweise kürzeren Bauzeit als beim Vorgänger. Im Design ähnelt diese dem Vorgänger, jedoch konnte man diese auch durch eine Berührung auf dem Gehäuse (auf dem Touchpad, nahe dem Display) einschalten und Digitalradio empfangen und Bluetooth-Empfang.
Die vierte Generation wurde seit 2015 gebaut. Im Grundkonzept glich sie zwar ihren Vorgängern, jedoch enthält diese andere Lautsprechergitter (bei den Vorgängern waren diese rillenförmig) und das Display war komplett mittig durchgezogen. Neu möglich bei dieser Generation war der Empfang von Internetradio, Streaming von Musikdiensten und Nutzung von Appfunktionen. Mittlerweile wird das Wave Music System nicht mehr vertrieben.

## Bose Wave / PC
Das Bose Wave / PC war ein Gerät zum Abspielen von MP3-Dateien und Digital-Radio auf einem Windows-PC. Verkaufsstart war 2001 und ähnelt vom Design dem Wave Radio. Das Gerät konnte auf Grundlage einer Postleitzahl lokale Radiosender finden. Das Wave / PC verbindet sich mit dem Computer durch ein serielles Datenkabel und einen Audio-Stecker direkt in die Soundkarte. Später kam auch ein USB-Kabel mit, das nicht in die Soundkarte gesteckt werden musste, obwohl die Option blieb.
Das System wurde zwar auf Klangqualität ausgelegt, aber es war schwierig, häufig verwendete WMA-Dateien darauf zu übertragen. Darüber hinaus war der hohe Verkaufspreis ein entscheidender Faktor für den begrenzten Verkaufserfolg.

## Wave Music System Soundlink
Am 22. Oktober 2009 brachte Bose das Wave Soundlink Upgrade Kit auf den Markt. Designed as a wireless audio link from the computer to a Wave Music System, the SoundLink adapter features a Bluetooth USB key. Der Soundlink-Adapter wurde als drahtloser Audio-Link vom Computer zu einem Wave Music System entworfen. Der Soundlink-Adapter verfügt über eine Bluetooth-USB-Verbindung für das Wave Music System II und dem Acoustic Wave Music System II (über den Boselink auf der Rückseite des Gerätes).
Das System fungiert als "Computer-Soundkarte", daher deaktiviert es die PC-Lautsprecher. Die serienmäßig mitgelieferte Fernbedienung kann auch (bei Aktivierung) grundlegende Steuerbefehle (Play/Pause, überspringen) an iTunes und Windows Media Player senden.
Für bestehende Wave-Besitzer hat Bose auch ein Wave Soundlink Upgrade-Kit zum Preis von 149 $ angeboten, um drahtloses Streaming durch ein Bose-Gerät zu ermöglichen (Nur kompatibel mit Acoustic Wave Music System II nach einem bestimmten Datum hergestellt).

## Wave-Zubehör
Im Oktober 2005 erschien ein "Multi-CD-Wechsler" für das Wave Music System. Es verbindet sich über den Boselink-Port auf der Rückseite des Wave Music Systems, funktioniert aber nicht mit dem Wave Radio II.
Eine Dockingstation für den iPod kam im Oktober 2006 heraus. Zum Umfang gehört auch ein Standard-Audio-Kabel für den Anschluss eines iPods. Mit der Fernbedienung lässt sich auch die Dockingstation steuern.
2008 kamen DAB-Module von Bose auf dem Markt. Diese wurden speziell in Großbritannien verkauft und arbeiten mit dem Boselink-Port im WMS, WRII und AWMSII.